# Francis Curzon, 5. Earl Howe

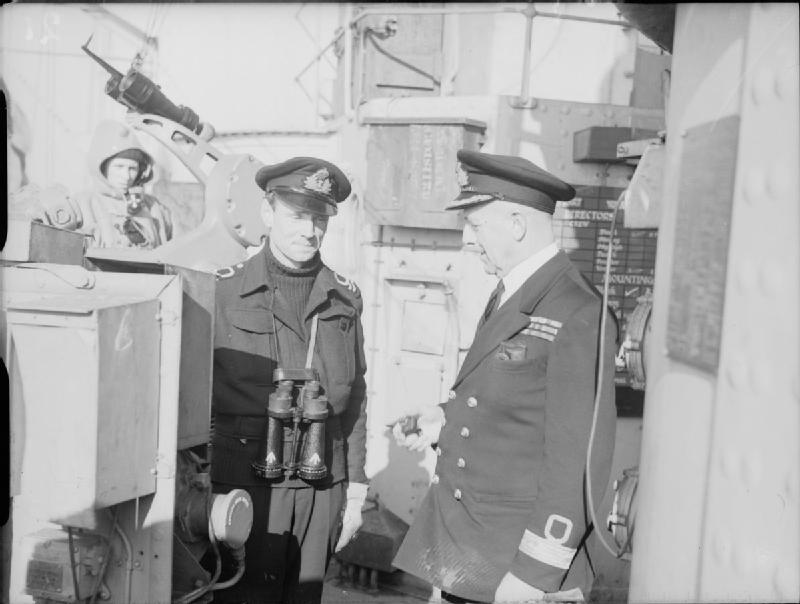
Commodore Earl Howe (r.) während des Zweiten Weltkrieges an Bord der Howe mit seinem Sohn Lieutenant Viscount Curzon

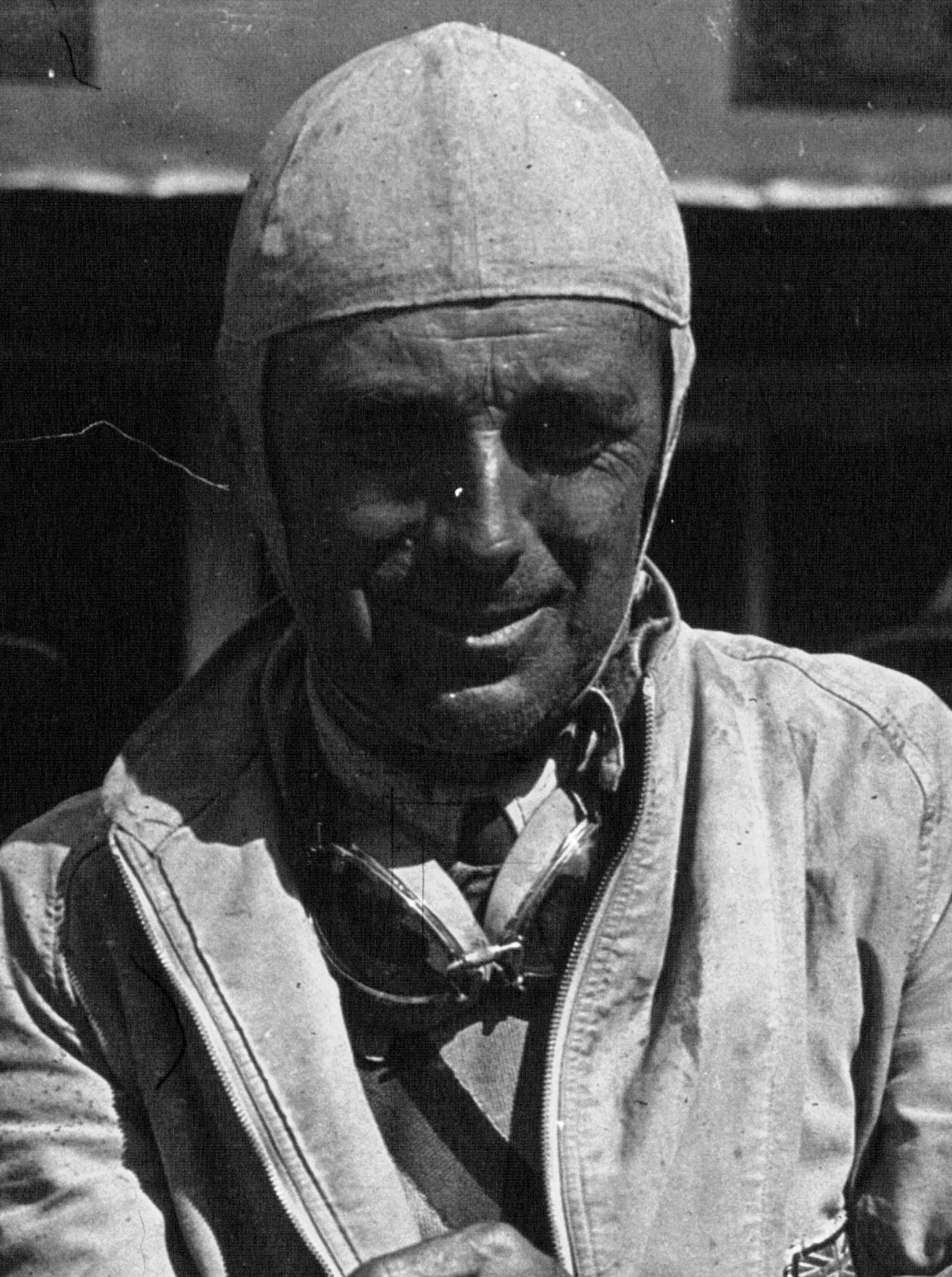
Earl Howe 1931 in Le Mans

Francis Richard Henry Penn Curzon, 5. Earl Howe CBE, PC (* 1. Mai 1884 in Mayfair; † 26. Juli 1964 in Amersham) war ein britischer Marineoffizier, Politiker und Motorsportler.

## Herkunft
Er war das einzige Kind des Richard Curzon, 4. Earl Howe aus dessen erster Ehe mit Lady Georgiana Elizabeth Spencer-Churchill, Tochter des John Spencer-Churchill, 7. Duke of Marlborough. Als Heir apparent seines Vaters führte er von 1900 bis 1929 den Höflichkeitstitel Viscount Curzon. Er besuchte das Eton College und studierte am Christ Church College der Universität Oxford.

## Militär und Politik
Francis Curzon folgte einer langen Tradition seiner Familie und wurde nach seiner Schulzeit zum Offizier der Royal Navy ausgebildet. 1907 wurde er zum Commander der Sussex Division der Royal Naval Volunteer Reserve befördert. Während des Ersten Weltkriegs fand seine Einheit keine Verwendung als Schiffsbesatzung und wurde als 6th Battalion der Royal Naval Division als Infanterie eingesetzt. Er war an Bord der Queen Elizabeth, als sie an der Schlacht von Gallipoli 1915 teilnahm. Bis zum Kriegsende 1918 führte er sein Bataillon bei den Kämpfen an der Westfront, diente dann aber auch als aide-de-camp bei König Georg V.
Nach dem Ende des Krieges wandte er sich der Politik zu. Im neu geschaffenen Wahlkreis Battersea South (in London gelegen) wurde er bei der Unterhauswahl 1918 als Kandidat der Conservative Party ins House of Commons gewählt. 1921 kehrte er als Captain zu seiner alten Einheit zurück und wurde 1933 zum Commodore befördert. Beim Tod seines Vaters erbte er 1929 dessen Adelstitel als Earl Howe, schied dadurch aus dem House of Commons aus und musste ins House of Lords wechseln. Zudem wurde er im Jahr 1929 ins Privy Council berufen.

## Motorsport
In den späten 1920er-Jahren begann Curzon, sich mit dem Motorsport zu beschäftigen. Gemeinsam mit Dudley Benjafield organisierte er eine Vereinigung der britischen Rennfahrer – den British Racing Drivers’ Club –, dessen erster Präsident er 1929 wurde. Als Fahrer begann seine Karriere erst sehr spät. Im Alter von 44 Jahren fuhr er 1928 beim 6-Stunden-Rennen von Brooklands auf einem Bugatti Type 43 sein erstes Autorennen. In den 1930er-Jahren wurde der Brite jedoch ein weit über die Grenzen seines Heimatlandes bekannter Fahrer. Er finanzierte sich seine Rennen selbst und war für die besonders penible Vorbereitung seiner Rennfahrzeuge bekannt. Da er viele unterschiedliche Wagen erwarb – unter anderem 1930 einen Mercedes-Benz SSK von Rudolf Caracciola – und einsetzte, galt sein Rennstall Mitte der 1930er-Jahre als der Bestsortierte Europas. Sechsmal war er zwischen 1929 und 1935 beim 24-Stunden-Rennen von Le Mans am Start. Krönung war der Gesamtsieg 1931, den er gemeinsam mit Tim Birkin auf einem Alfa Romeo 8C 2300 LM einfuhr.
Abseits des Klassikers an der Sarthe gewann Curzon 1933 die Donington Park Trophy und 1938 den Grosvenor Cup. 1937 hatte er einen schweren Unfall bei der Campbell Trophy in Brooklands, kehrte nach einem halben Jahr Genesung aber wieder an die Rennstrecken zurück.
Nach dem Ende des Zweiten Weltkriegs, an dem er nicht mehr aktiv teilnahm, verlegte Francis Curzon seine Rolle im Motorsport auf die eines Organisators und Teamchef. Tazio Nuvolari bestritt Rennen für ihn und er war maßgeblich an der Ausrichtung des ersten Formel-1-Grand-Prix von Großbritannien 1948 in Silverstone beteiligt. Auf seine Initiative geht auch die BRDC International Trophy – organisiert vom British Driver Racing Club – zurück. In Anerkennung seiner Verdienste um den britischen Motorsport stiftete der Club die Earl Howe Trophy, die seit 1999 an den bestplatzierten britischen Fahrer beim 500-Meilen-Rennen von Indianapolis geht, oder an einen Piloten, der die britischen Fahrer in Nordamerika besonders vertreten hat.
Der Earl war mit seiner Cousine Mary Curzon verheiratet, von der er 1937 wieder geschieden wurde. Dieser Ehe entstammte Lady Sarah Curzon, die in den 1960er-Jahren den Formel-1-Rennfahrer Piers Courage ehelichte. Nach dessen Tod 1970 heiratete sie den Politiker John Aspinall.
Francis Curzon starb 1964, der Titel eines Earl Howe ging auf seinen ältesten Sohn Edward über.

## Statistik

### Le-Mans-Ergebnisse
| Jahr | Team                | Fahrzeug                       | Teamkollege       | Platzierung            | Ausfallgrund     |
| ---- | ------------------- | ------------------------------ | ----------------- | ---------------------- | ---------------- |
| 1929 | Bentley Motors Ltd. | Bentley 4 ½ Litre              | Bernard Rubin     | Ausfall                | Elektrik         |
| 1930 | Earl Howe           | Alfa Romeo 6C 1750 Super Sport | Leslie Callingham | Rang 5 und Klassensieg |                  |
| 1931 | Earl Howe           | Alfa Romeo 8C 2800 LM          | Tim Birkin        | Gesamtsieg             |                  |
| 1932 | Earl Howe           | Alfa Romeo 8C 2800 LM          | Tim Birkin        | Ausfall                | Motorschaden     |
| 1934 | Earl Howe           | Alfa Romeo 8C 2300 LM          | Tim Rose-Richards | Ausfall                | Kupplungsschaden |
| 1935 | Earl Howe           | Alfa Romeo 8C 2300             | Brian E. Lewis    | Ausfall                | Zylinderschaden  |